# Csehország parlamentje

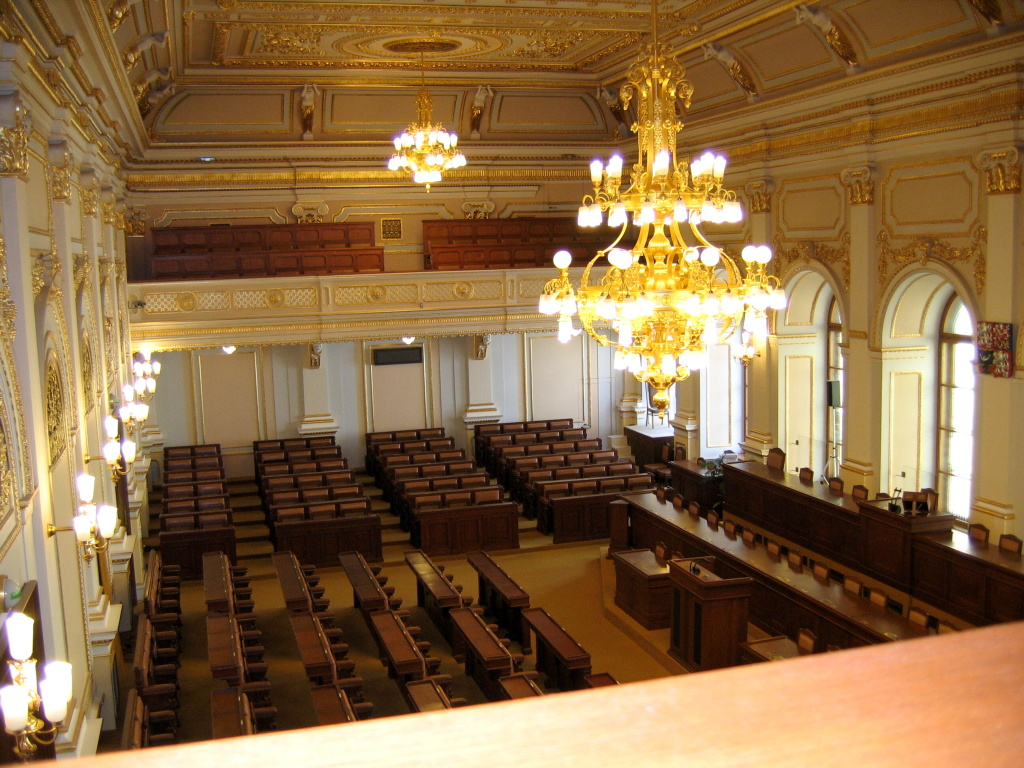
A Képviselőház ülésterme

Csehország parlamentje (csehül Parlament České republiky) a Cseh Köztársaság törvényhozó testülete. Székhelye Prágában van, Malá Strana kerületben.
A cseh parlament kétkamarás. Mindkét ház tagjait közvetlenül választják. A két kamara:
- Az alsóház a Képviselőház, hivatalos nevén a Cseh Köztársaság Parlamentjének Képviselőháza, csehül Poslanecká sněmovna Parlamentu České republiky, rövidítve PSP vagy PSP ČR.
- A felsőház a Szenátus, csehül Senát Parlamentu České republiky.

A Cseh Alkotmány 15. szakasza szerint a neve "Parlament". A parlamentáris rendszerekben megszokott jogokat gyakorolja. Törvényjavaslatokat vitat meg, törvényeket hoz, módosíthatja az alkotmányt, nemzetközi egyezményeket ratifikál. Joga van hadat üzenni, külföldi katonai erők jelenlétét jóváhagyni és cseh katonai erőket külföldre küldeni.

## Története
Csehföld (a cseh történelmi tartomány, Morvaország és Cseh Szilézia) modern parlamenti hagyománya az Osztrák Birodalom idejére nyúlik vissza, illetve a későbbi Osztrák–Magyar Monarchia idejére. (Utóbbi ciszlajtániai részéhez tartoztak a cseh területek.) Itt 1861-ben hozták létre a Császári Tanácsot (németül Reichsrat, csehül Říšská rada), az Osztrák Birodalom törvényhozását, amely a komoly alkotmányos változásokhoz vezető 1867-es kiegyezéstől Ciszlajtánia törvényhozása lett.
Miután 1918-ban kikiáltották Csehszlovákia létrejöttét, a Nemzetgyűlés (Národní shromáždění) vette át a Császári Tanács és az állami diéták (Cseh Királyság, Morva Őrgrófság és a Felső- és Alsó-sziléziai Hercegség törvényhozási feladatait. A második csehszlovák köztársaság (1938-1939) és a kommunista uralom (1948-1989) idején is működött parlament, bár ezek nem demokratikus rezsimek voltak. 1968-ban, Csehszlovákia föderalizációjával létrehozták a Cseh Szocialista Köztársaság és a Szlovák Szocialista Köztársaság külön nemzeti tanácsait.
A Képviselőház a Cseh Nemzeti Tanács (Česká národní rada) utódja. A Szenátust 1996-ban hozták létre, az első csehszlovák köztársaságra utalva elődként.

## Fordítás
- Ez a szócikk részben vagy egészben  a   Parliament of the Czech Republic című angol Wikipédia-szócikk ezen változatának fordításán alapul.  Az eredeti cikk szerkesztőit annak laptörténete sorolja fel. Ez a jelzés csupán a megfogalmazás eredetét és a szerzői jogokat jelzi, nem szolgál a cikkben szereplő információk forrásmegjelöléseként.